# 11315 Salpetriere
11315 Salpetriere este o planetă minoră (asteroid), cu un diametru de 3,348 km, din centura de asteroizi. A fost descoperită pe 8 iulie 1994 la observatoire de la Côte d'Azur⁠(d) de Eric Walter Elst și a fost numită după Hôpital de la Salpêtrière. 
Obiectul prezintă o orbită caracterizată de o semiaxă mare de 2,3563702 UAi, o excentricitate de 0,1, o înclinație de 1,64644 ° în raport cu ecliptica.